# سوگن
سوگن (به لاتین: Sogn) یک منطقهٔ مسکونی در نروژ است که در سون او فیوردانه واقع شده‌است. سوگن ۱۰٬۶۷۵ کیلومتر مربع مساحت و ۳۸٬۸۵۸ نفر جمعیت دارد.
سوگن منطقه ای دراستان وستلند، است که شامل شهرداری های اطراف سوگنفیورد؛ و جزایر فراتر از آن می شود. منطقهٔ سوگن، از دریا در غرب تا یوتونهایمن در شرق امتداد دارد. استان سابق سون او فیوردانه، شامل سه بخش  ، سانفورد، نوردفورد؛ و سوگن بود.